# Liste des doyennés du diocèse de Versailles
Le Diocèse de Versailles est actuellement composé de 11 doyennés, eux-mêmes formés par plusieurs paroisses. Les doyennés sont : Mantes-la-Jolie, Maule Montfort-l’Amaury - Houdan, Meulan, Plaisir, Poissy, Rambouillet, Saint-Germain-en-Laye, Saint-Quentin Est, Saint-Quentin Ouest, Sartrouville, Versailles-Nord, Versailles-Sud et le Vésinet.

## Doyenné de Mantes-la-Jolie
Groupement paroissial de Limay- Vexin
Brueil-en-Vexin, Dennemont, Drocourt, Follainville-Dennemont, Fontenay-Saint-Père, Guernes, Guitrancourt, Jambville, Lainville-en-Vexin, Montalet-le-Bois, Oinville-sur-Montcient, Sailly, Saint-Martin-la-Garenne, Saint-Sulpice[Où ?], Sandrancourt, Gargenville, Issou, Limay, Porcheville
Groupement paroissial de Mantes Sud 
Auffreville-Brasseuil, Breuil-Bois-Robert, Buchelay, Guerville, Magnanville, Mantes-la-Ville, Soindres
Groupement paroissial de Rosny - Bonnières 
Bennecourt, Blaru, Bonnières-sur-Seine, Chaufour-lès-Bonnières, Cravent, Fontenay-Mauvoisin, Freneuse, Gommecourt, Jeufosse, Jouy-Mauvoisin, La Villeneuve-en-Chevrie, Limetz-Villez, Port-Villez, Lommoye, Méricourt (Yvelines), Moisson, Mousseaux-sur-Seine, Perdreauville, Port-Villez, Rolleboise, Rosny-sur-Seine
Groupement paroissial de Mantes la Jolie 
Mantes-la-Jolie

## Doyenné de Maule - Montfort-l’Amaury - Houdan
Groupement paroissial de Bréval 
Boinvilliers, Boissets, Boissy-Mauvoisin, Bréval, Dammartin-en-Serve, Favrieux, Flacourt, Flins-Neuve-Église, Le Tertre-Saint-Denis, Longnes, Ménerville, Mondreville, Montchauvet, Neauphlette, Saint-Illiers-la-Ville, Saint-Illiers-le-Bois, Tilly
Secteur Pastoral de la Vallée de la Mauldre
Aulnay-sur-Mauldre, Bazemont, Beynes, Crespières, Davron, Feucherolles, Herbeville, Les Alluets-le-Roi, Mareil-sur-Mauldre, Maule, Montainville, Thiverval-Grignon
Groupement paroissial de Montfort-L’Amaury 
Andelu, Auteuil-le-Roi, Bazoches-sur-Guyonne, Boissy-sans-Avoir, Flexanville, Galluis, Gambaiseuil, Garancieres, Goupillières, Grosrouvre, La Queue-les-Yvelines, Les Mesnuls, Marcq, Mareil-Le-Guyon, Méré, Millemont, Montfort-l’Amaury, Saint-Léger-en-Yvelines, Saulx-Marchais, Thoiry, Le Tremblay-sur-Mauldre, Vicq, Villiers-le-Mahieu
Groupement paroissial de Neauphle - Jouars 
Jouars-Pontchartrain, Neauphle-le-Château, Neauphle-le-Vieux, Saint-Germain-de-la-Grange, Villiers-Saint-Frédéric
Groupement paroissial de Septeuil 
Arnouville-lès-Mantes, Boinville-en-Mantois, Courgent, Goussonville, Hargeville, Jumeauville, Mulcent, Osmoy, Rosay, Saint-Martin-des-Champs, Septeuil, Vert, Villette
Secteur Pastoral de Houdan 
Adainville, Bazainville, Behoust, Bourdonné, Civry-la-Forêt, Condé-sur-Vesgre, Dannemarie, Gambais, Grandchamp (Yvelines), Gressey, Houdan, La Hauteville, Le Tartre-Gaudran, Maulette, Orgerus, Orvilliers, Prunay-le-Temple, Richebourg, Tacoignières, Thionville-sur-Opton

## Doyenné  Meulan
Groupement paroissial d’Aubergenville - Route 113 
Aubergenville, Bouafle, Chapet, Ecquevilly, Epône, Flins-sur-Seine, La Falaise, Mézières-sur-Seine, Nézel
Groupement paroissial de Meulan - Rive droite de la Seine 
Evecquemont, Gaillon-sur-Montcient, Hardricourt, Juziers, Meulan, Mézy-sur-Seine, Tessancourt-sur-Aubette, Vaux-sur-Seine
Saint-Pierre - Saint-Paul aux Mureaux 
Les Mureaux

## Doyenné de Plaisir
Groupement paroissial de Villepreux - Les Clayes 
Les Clayes-sous-Bois, Villepreux
Saint-Cyr à Saint-Cyr-l’École 
Saint-Cyr-l’École
Saint-Germain de Paris à Fontenay-le-Fleury 
Fontenay-le-Fleury
Saint-Leu - Saint-Gilles à Bois d’Arcy 
Bois-d'Arcy (Yvelines)
Saint-Pierre à Plaisir 
Plaisir

## Doyenné de Poissy
Groupement paroissial d’Orgeval-Morainvilliers 
Morainvilliers, Orgeval
Groupement paroissial de Conflans - Andrésy - Maurecourt 
Andrésy, Conflans-Sainte-Honorine, Maurecourt
Groupement paroissial de Poissy - Villennes - Médan 
Médan, Poissy, Villennes-sur-Seine
Groupement paroissial de Verneuil - Vernouillet 
Verneuil-sur-Seine, Vernouillet
Saint-Joseph à Carrières-sous-Poissy 
Carrières-sous-Poissy
Saint-Louis de Beauregard à Poissy 
Poissy
Saint-Martin à Achères 
Achères
Saint-Martin à Triel-sur-Seine 
Triel-sur-Seine
Saint-Roch à Chanteloup-les-Vignes 
Chanteloup-les-Vignes

## Doyenné de Rambouillet
Groupement paroissial d’Ablis 
Ablis, Allainville-aux-Bois, Boinville-le-Gaillard, Craches, Greffiers, Orsonville, Paray-Douaville, Prunay-en-Yvelines, Saint-Martin-de-Bréthencourt, Sonchamp
Groupement paroissial de Gazeran - Saint-Hilarion 
Emancé, Gazeran, GrandChamp, Hermeray, La Boissière-École, Mittainville, Orcemont, Orphin, Poigny-la-Forêt, Raizeux, Saint-Hilarion
Groupement paroissial de la Vallée de Chevreuse 
Cernay-la-Ville, Chevreuse, Choisel, Dampierre-en-Yvelines, Milon-la-Chapelle, Saint-Forget, Saint-Rémy-lès-Chevreuse, Senlisse
Groupement paroissial de Saint-Arnoult-en-Yvelines 
Bullion, Clairefontaine-en-Yvelines, La Celle-les-Bordes, Longvilliers, Ponthevrard, Rochefort-en-Yvelines, Saint-Arnoult-en-Yvelines
Groupement paroissial des Essarts - Le Perray 
Auffargis, Le Perray-en-Yvelines, Les Bréviaires, Les Essarts-le-Roi, Vieille-Église
Saint-Lubin - Saint-Jean-Baptiste à Rambouillet 
Rambouillet

## Doyenné de Saint-Germain-en-Laye
Groupement paroissial de Chambourcy 
Aigremont, Chambourcy
Groupement paroissial de Fourqueux - Mareil 
Fourqueux, Mareil-Marly
Groupement paroissial de Maisons-Laffitte 
Le Mesnil-le-Roi, Maisons-Laffitte
Groupement paroissial de Marly-le-Roi 
L'Étang-la-Ville, Le Pecq-sur-Seine, Le Port-Marly, Marly-le-Roi
Saint-Germain à Saint-Germain-en-Laye 
Saint-Germain-en-Laye
Saint-Léger à Saint-Germain-en-Laye 
Saint-Germain-en-Laye
Saint-Wandrille au Pecq 
Le Pecq

## Doyenné de Saint-Quentin Est
Groupement paroissial de Magny Les Hameaux - Chateaufort - Toussus 
Chateaufort, Cressely, Magny-les-Hameaux, Toussus-le-Noble
Groupement paroissial de Montigny - Voisins 
Montigny-le-Bretonneux : Église de Saint Martin et Église de Saint Pierre du Lac
Voisins-le-Bretonneux : Église de Notre dame de Voisins
Saint-Lambert à Saint-Lambert 
Saint-Lambert
Saint-Quentin-les-Sources à Montigny-le-Bretonneux 
Montigny-le-Bretonneux
Depuis septembre 2011, la paroisse ainsi que celle de Saint Victor a été confié à une communauté de l'Emmanuel.
Saint-Victor à Guyancourt 
Guyancourt
Depuis septembre 2011, la paroisse ainsi que celle de Saint-Quentin-les-Sources a été confié à une communauté de l'Emmanuel.

## Doyenné de Saint-Quentin Ouest
Groupement paroissial d’Elancourt - Maurepas 
Élancourt, Maurepas
Groupement paroissial de Coignières - Saint-Rémy 
Coignières, Saint-Rémy-l'Honoré
Groupement paroissial du Mesnil-Saint-Denis 
La Verrière, Le Mesnil-Saint-Denis, Lévis-Saint-Nom
Saint-Georges à Trappes 
Trappes

## Doyenné de Sartrouville
Communauté paroissiale Saint Joseph 
Montesson, Sartrouville
Groupement paroissial de Houilles - Carrières-sur-Seine 
Carrières-sur-Seine, Houilles
Groupement paroissial Saint-Vincent-de-Paul à Sartrouville 
Sartrouville

## Doyenné de Versailles-Nord
Assomption de la Très Sainte-Vierge à Bougival 
Bougival
Groupement paroissial de Bailly - Noisy-le-Roi - Rennemoulin 
Bailly, Noisy-le-Roi, Rennemoulin
Groupement paroissial de Saint-Nom - Chavenay 
Chavenay, Saint-Nom-la-Bretèche
Groupement paroissial du Chesnay - Rocquencourt 
Le Chesnay, Rocquencourt
Notre-Dame à Versailles 
Versailles
Notre-Dame de Beauregard à La Celle-St-Cloud 
La Celle-Saint-Cloud
Saint-Martin et Saint Blaise à Louveciennes 
Louveciennes
Sainte-Jeanne-d’Arc à Versailles 
Versailles

## Doyenné de Versailles-Sud
Cathédrale Saint-Louis de Versailles
Versailles
Chapelle de L'Immaculée Conception
Versailles
Chapelle Notre-Dame des Armées à Versailles
Versailles
Chapelle Saint-Maurice de Satory à Versailles 
Versailles
Groupement paroissial de Buc - Jouy - Les Loges (églises Saint Jean-Baptiste, Saint Martin et Saint Eustache)
Buc, Jouy, Les-Loges-en-Josas
Notre-Dame du Chêne à Viroflay 
Viroflay
Saint-Eustache à Viroflay
Viroflay
Saint-Jean-Baptiste - Saint-Denis à Vélizy 
Vélizy-Villacoublay
Saint-Michel de Porchefontaine à Versailles 
Versailles
Saint-Symphorien à Versailles 
Versailles
Sainte-Bernadette à Versailles 
Versailles
Sainte-Elisabeth à Versailles 
Versailles

## Doyenné du Vésinet
Assomption de la Très Sainte-Vierge à Montesson 
Montesson
Notre-Dame de l’Assomption, Sainte-Thérèse à Chatou 
Chatou
Saint-Léonard à Croissy-sur-Seine 
Croissy-sur-Seine
Sainte-Marguerite au Vésinet
Le Vésinet
Sainte-Pauline au Vésinet 
Le Pecq, Le Vésinet

### Source
- Cet article est partiellement ou en totalité issu de l'article intitulé « Diocèse de Versailles » (voir la liste des auteurs).

- Cet article est partiellement ou en totalité issu de l'article intitulé « Doyenné de Maule - Montfort-l’Amaury - Houdan » (voir la liste des auteurs).

- Cet article est partiellement ou en totalité issu de l'article intitulé « Doyenné de Meulan » (voir la liste des auteurs).